# Før Marskkog
Før Marskkog (nordfrisisk: a fering maask) er et marskområde i den nordlige halvdel af øen Før. Det cirka 4.500 hektar store areal blev i 1500-tallet første gang omgivet af et sommerdige (→kog). Til trods for forekom der flere gange digebrud og oversvømmelser - såsom ved stormfloderne i 1634, 1718 og 1720. Området er præget af landbrug. Landsbyerne er typisk beliggende på øens sydlige gestland.